# Herb gminy Łączna
Herb gminy Łączna – jeden z symboli gminy Łączna, autorstwa Jerzego Michty i Krzysztofa Maja, ustanowiony 6 października 2000.

## Wygląd i symbolika
Herb przedstawia na tarczy w polu błękitnym dwie postacie apostołów: z lewej strony Szymona Gorliwego w żółtej sukni, z białą piłą (narzędziem męczeństwa), a z prawej Judę Tadeusza w czerwonej szacie z atrybutem symbolizującym męczeństwo – białą pałką. Jest to nawiązanie do patronów kościoła w Łącznej, który jako jedyny w diecezji kieleckiej nosił w 2000 to wezwanie. 